# Centro Universitário Jorge Amado
O Centro Universitário Jorge Amado (UNIJORGE), anteriormente designado como Faculdades Jorge Amado (FJA) e Faculdades Diplomata, é uma instituição de ensino superior brasileira da categoria centro universitário fundada em 1998. Está sediada em Salvador, na Bahia, onde estão também seus três câmpus — um na Avenida Paralela, um no bairro do Comércio e na Avenida Tancredo Neves. Oferece cursos de graduação presencial e à distância, divididos em bacharelados, licenciaturas e cursos superiores de tecnologia, além de cursos de extensão e pós-graduação.[carece de fontes?]
Em 2015, a Unijorge e a Universidade Veiga de Almeida (UVA), do Rio de Janeiro, passaram a integrar o grupo Ilumno Brasil, vinculado à empresa estadunidense Whitney, da qual era parte desde 2006.[carece de fontes?]
A publicação Guia do Estudante, da Editora Abril, concedeu 51 estrelas aos cursos da instituição, sendo 4 para os cursos de Relações Internacionais (único do Norte e Nordeste com 4 estrelas no Guia,  nota 5 no ENADE e no PPC do MEC), Psicologia e Enfermagem.[carece de fontes?]

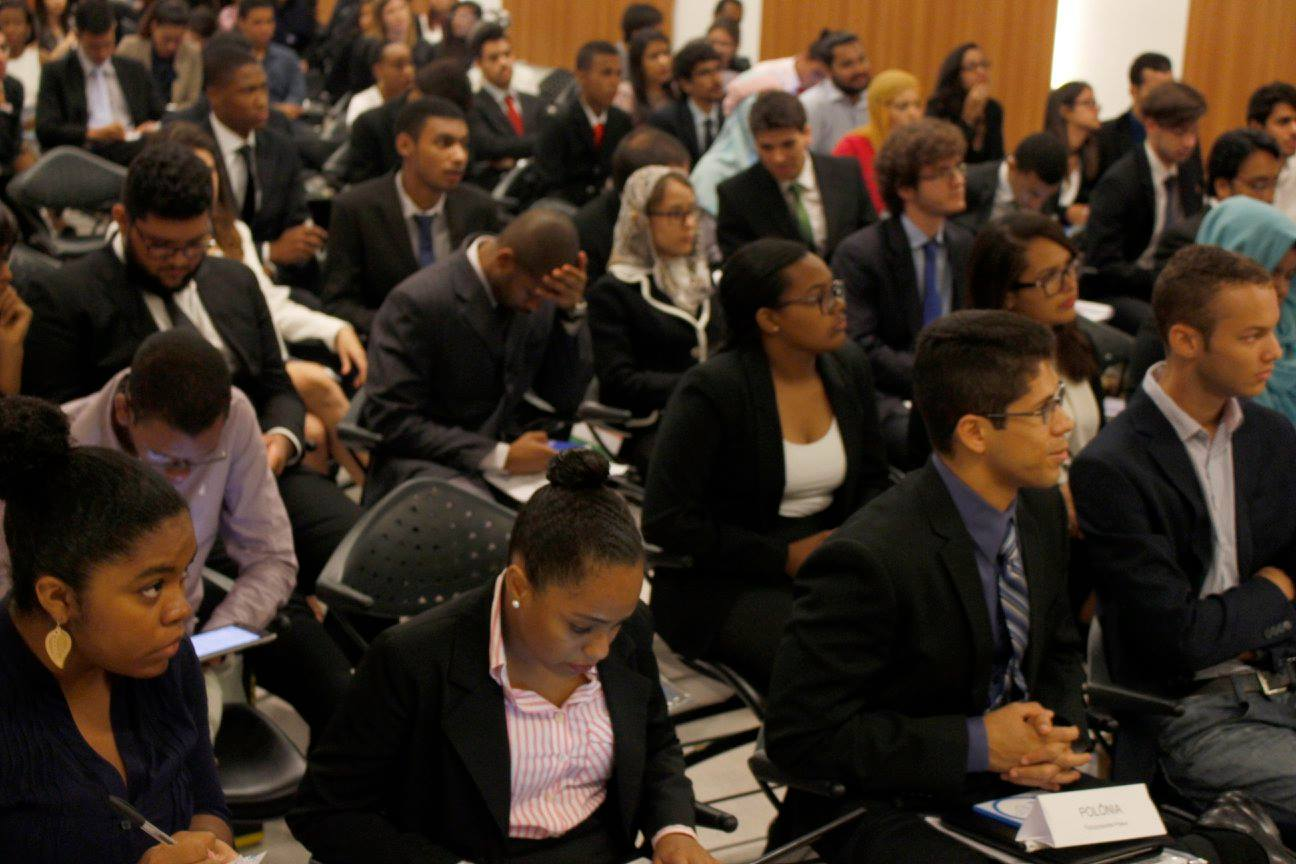
Estudantes durante realização de modelo de organizações internacionais em 2015